# Malayo
 I malayo (o anche marocasero, maracasero, wiwa) sono un gruppo etnico della Colombia, con una popolazione stimata di circa 3868 persone. Questo gruppo etnico è principalmente di fede animista e parla la lingua malayo (codice ISO 639: MBP).
Vivono sui versanti sud e est del Sierra Nevada de Santa Marta.